# Ouonon
Ouonon, également orthographié Wonon, est une commune rurale située dans le département de Gomponsom de la province du Passoré dans la région Nord au Burkina Faso.

## Géographie
Ouonon se situe à 6 km à l'est du centre de Gomponsom, le chef-lieu départemental, et à environ 16 km à l'est de Yako.

## Économie
L'économie du village repose essentiellement sur l'agriculture céréalière et maraîchère permise par l'irrigation due à la proximité du lac de retenue du barrage Oumarou-Kanazoé.

## Santé et éducation
Le centre de soins le plus proche d'Ouonon est le centre de santé et de promotion sociale (CSPS) de Gomponsom tandis que le centre médical avec antenne chirurgicale (CMA) de la province se trouve à Yako.
Ouonon possède une école primaire publique de trois classes pour environ 350 élèves,.